# Васильевский Мох (станция)
Васи́льевский Мох — недействующая железнодорожная станция, конечный пункт частично разобранной одноколейной тупиковой тепловозной линии Дорошиха — Васильевский Мох Октябрьской железной дороги. Находится в посёлке Васильевский Мох Калининского района Тверской области.
Станция имеет здание вокзала слева по ходу из Дорошихи и одну кривую боковую низкую платформу. Здание построено по типовому проекту и ничем не отличается от вокзалов станций Завидово, Редкино, Калашниково и многих других. Вокзал закрыт для пассажиров и используется только железнодорожниками. Напротив вокзала расположено небольшое депо, в котором обслуживается подвижной состав ПЧ.
К югу от вокзала расположен торфоперегруз, а к северу от вокзала — лесоперегруз. Есть стыкование с действующей узкоколейной железной дорогой Васильевского торфопредприятия, ведущей на торфоразработки. До 1980 года грузовые перевозки на линии Васильевский Мох—Калинин (Тверь) осуществлялись паровозами. Затем на смену им пришли тепловозы.
До 2012 года движение пригородных поездов на маршруте Тверь — Васильевский Мох было ежедневным.  С 1 января 2012 года зимнее пассажирское движение было прекращено, и в 2012 и 2013 годах осуществлялось лишь в летнем периоде. Поезда стали ходить лишь по пятницам, субботам, воскресеньям и праздничным дням (3 пары поездов в сутки).. С ноября 2013 года движение прекращено полностью, лесо- и торфоперегрузы разобраны, на участке Доронинская — Васильевский Мох регулярного движения нет.

## Станция в культуре
На станции были сняты финальные эпизоды сериала «Северный ветер».
На станции был снят эпизод фильма Благословите женщину.